# Lilltjärnen (Alanäs socken, Jämtland, 712277-148378)
Lilltjärnen är en sjö i Strömsunds kommun i Jämtland och ingår i Ångermanälvens huvudavrinningsområde.